# Вербістки
Місійне Згромадження Сестер Служниць Святого Духа, SSpS (неформальна назва «вербістки», запозичена з польської традиції) — офіційно зареєстрована жіноча когрегація у католицькій церкві, члени якої, слідуючи за прикладом Христа, складають чернечі обітниці чистоти (незаміжність), убогості й послуху, ведуть духовне життя та служать Богу і людям. Згромадження налічує близько 3000 сестер у 50 країнах по всьому світу. Конгрегація була заснована св. Арнольдом Янсеном в 1889 році в Штайлі, Нідерланди.
Це релігійне товариство жінок ґрунтується на духовності Пресвятої Трійці. «Засновані під впливом Святого Духа, вони, у співпраці з мирянами і духовенством, живуть і звіщують Євангеліє Божої любові, справедливість і мир у спілкуванні з людьми різних культур і традицій, вони подорожують разом, підтримуючи людську гідність і життєлюбні відносини».
Через служіння у різних сферах сестри мають на меті передати любов Бога до людей. Особливістю членів згромадження є постійна готовність до місії, йти туди, де вони потрібні. Місіонерки відкриті на Святого Духа в собі та в інших культурах і народах. Вони живуть у міжнародних спільнотах, де діляться проблемами і підтримують по можливостіодні одних.

## Історія
Св.Арнольд Янсен, німецький єпархіальний священник, відчув покликання до місіонерської роботи в своїй країні. Під час праці він побачив, що Німеччина потребує місіонерства. Як людина великої віри, він відповів на цю потребу, засновувавши товариство самостійно. Так заснувалися «Місіонери Божого Слова», також відомі як Згромадження Божого Слова або SVD (лат. Societas Verbi Divini).
Отець Арнольд розумів потребу релігійних жінок доповнити роботу вербістів, які були поширений у всьому світі завдяки колоніальній експансії XIX століття. Він зрозумів, що місіонерами бути прагнуть не тільки священики чи миряни, а й і жінки. Волонтери вербистів включали добровольців-жінок у місії нарівні з чоловіками. Група жінок, у тому числі і блаженна Марія-Хелена Столленверк, служила спільноті. В знак визнання важливої ролі жінки св.Арнольд Янсен закликав заснувати Конгрегацію Служебниць Святого Духа. З двома німецькими жінками, Хеленою Столленверк і Хендріною Стенманс, він заснував Конгрегацію 8 грудня 1889 року. Перші сестри поїхали в Аргентину в 1895 році.

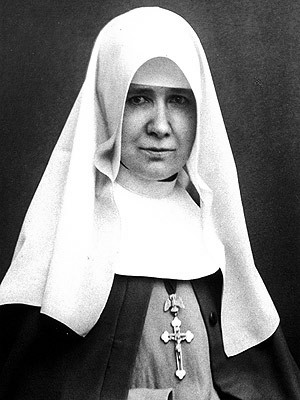
Мати Марія, Хелена Штолленверк, співзасновниця Конгрегації

Янссен також заснував Конгрегацію Служниць Святого Духа Вічного Поклоніння (лат. Congregatio Servarum Spiritus Sancti de Adoratione perpetua), які через колір свого одягу також відомі як «Рожеві Сестри». Це споглядальна конгрегація, заснована 8 вересня 1896 року.

## Служіння
Будучи міжнародною організацією, полікультурне життя Сестер Служебниць є важливою частиною їхньої харизми. Вони готові їхати до будь-якої країні, йти туди, куди потрібно. Їхнім полем діяльності є: євангелізаця, праця з жінками, служіння тим, хто опинився на маргінесі суспільства, освіта, охорона здоров'я, пастирське піклування, духовне керівництво, освіта дорослих, катехизація, капеланство, соціальна робота та міжрелігійний діалог.

## Етапи чернечої освіти (формації)
Особи, які мають бажання вступити до ордену Сестер Служниць Святого Духа, повинні сконтактуватися із сестрами (вся інформація на ssps.org.ua). Зацікавленим надається духовни супровід. Відповідальна сестра допоможе кандидатці у процесі розпізнання Божої волі у її житті. Після чого дівчина повинна написати лист-прохання про вступ до згромадження. 
Після початкової стадії — кандидатури, під час якої дівчина продовжує жити та працювати (навчатися) у звичному для неї середовищі та відвідує по вихідних найближчу спільноту сестре, розпочинаються наступні стадії монашої освіти (формації) — постулат (приблизно один рік) та новіціат (два роки), який завершується складанням перших чернечих обітниць на 1 рік (так звані тимчасові обітниці). Ці обіти оновлюються щороку протягом 6-9 років. У період тимчасових обітів сестра має можливість продовжувати своє навчання чи брати участь у служінні. Сестра має право вільно вийти з конгрегації після закінчення її тимчасових обітів. Протягом цього періоду сестра повинна бути в змозі зробити усвідомлене і добровільне рішення щодо свого покликання і бути готовою скласти вічні обітниці. 

## Настанови
Досить відомими є слова-настанови блаженної матері Йозефи (Хендріни Штенманнс):
- Заклик: «Прийди, Святий Духу» повинен стати подихом Служниці Святого Духа.
- Чим більше ми даємо, тим більше Бог дає нам.
- Подяка — найкраща молитва заступництва.
- Наше завдання — відкрити всі серця на любов Бога.
- Кожне добре слово — насіння вічного життя.
- Боже, Духу Святий, все своє життя присвячую Твоїй любові і славі.
- Живімо з дня на день, з години на годину, а майбутнє залишаймо Богові.
- Прагну пожертвувати собою заради поширення віри.
- Зробіть ваші серця Кивотом, де постійно перебуватиме Святий Триєдиний Бог